# Mozartjahr
Sogenannte Mozartjahre werden seit dem 19. Jahrhundert – vor allem in Österreich und Deutschland – zu allen runden Gedenkjahren von Wolfgang Amadeus Mozart begangen.
Insbesondere waren dies bislang folgende Jahre:
- 1856, 1956 und 2006 (die Jahre zur 100., 200. und 250. Wiederkehr von Mozarts Geburtstag am 27. Januar 1756);
- 1891, 1941 und 1991 (die Jahre zum 100., 150. und 200. Todestag Mozarts am 5. Dezember 1791).

## Mozartjahr 1991
Im Mozartjahr 1991 fanden allein in Salzburg und Wien jeweils mehrere hundert Konzerte statt und es wurden verschiedene Forschungsprojekte durchgeführt: unter anderem zu Mozarts Umfeld, seinen ersten Lehrern (siehe auch Bachsöhne) und das Verhältnis zum dominanten Vater Leopold Mozart; ferner zum damaligen und jetzigen Image des weltweit berühmtesten Komponisten, zur Untersuchung an seinem ihm zugeschriebenen Schädel und seiner in Salzburg bestatteten Verwandtschaft.

## Mozartjahr 2006
Im Mozartjahr 2006 gab es in Deutschland und Österreich einige tausend Veranstaltungen. Mancherorts wurde sogar die Befürchtung geäußert, es könnte eine Übersättigung eintreten – was sich aber kaum einstellte.
Es erschienen zahlreiche Biografien mit teilweise neuen Erkenntnissen, unter denen jene der Historikerin Brigitte Hamann hervorsticht. Sie belegt u. a., dass auch das „Wunderkind“ eine intensive Lehrzeit benötigte und es (bzw. die Schwester Nannerl und der Vater) zunächst mehr durch das Klavierspiel als durch frühes Komponieren bekannt wurde. Auch einige teilweise offene medizinische Fragen wurden geklärt – z. B. zur Pockenerkrankung in Prag und den vermutlich bleibenden Entstellungen in Mozarts Gesicht, die sein empfindsam-extravagantes Wesen verstärkt haben dürften. Die Frage, ob der in Wien seinerzeit aus dem Schachtgrab am Sankt Marxer Friedhof exhumierte Schädel der seine ist, verbleibt angesichts falsch zugeordneter Verwandter im Salzburger Familiengrab indessen noch ungeklärt. Zahlreiche Veranstaltungen (und Forschungen zur Familiengeschichte) finden auch in Augsburg statt, dem Geburtsort von Vater Leopold Mozart.
Das Bundesland Salzburg stiftete anlässlich des Mozartjahres 2006 den Musikpreis Salzburg als hochdotierten Kompositionspreis.